# Google Analytics
Google Analytics é um serviço gratuito e é oferecido pela Google no qual, ao ativar-se o serviço por intermédio de uma conta do Google, e ao cadastrar-se um site recebe-se um código para ser inserido na página cadastrada e, a cada exibição, estatísticas de visitação são enviadas ao sistema e apresentadas ao dono do site. Foi criado principalmente como um auxilio aos webmasters para otimizar seus sites para campanhas de marketing e para o Google AdSense. É incorreto pensar que este serviço resolve os problemas de um site automaticamente sem um webmaster por trás, ele apenas demonstra as informações para que sejam corrigidas.
O sistema foi modelado com o sistema de estatísticas Urchin, da Urchin Software Corporation, adquirida pela Google em abril de 2005. O sistema Urchin original para instalação em computadores continuou sendo vendido pelo Google até seu encerramento em março de 2012.

## Recursos
O Analytics é capaz de identificar além da tradicional taxa de exibição e hit de uma página, localização geográfica do visitante, forma com a qual chegou na página (através de links de outros sites, buscador, AdSense ou diretamente pelo endereço), sistema operacional, navegador, navegador e sistema operacional combinados e suas versões, resolução de tela, Java, reprodutor de flash instalado, entre outros, em períodos diários, semanais, mensais e anuais.
Embora muitas pessoas vejam o Google Analytics apenas como uma ferramenta de monitoramento de tráfego essa ferramenta na verdade funciona como uma poderosa ferramenta para tomada de decisões em negócios relacionados à Internet.

## Tecnologia
O Sistema conta com um breve código javascript em cada página do site que o visitante acessar. Este código envia os dados ao Analytics, que, por sua vez, os transmite ao dono. A cada novo site cadastrado no sistema, o Google Analytics varre o código-fonte em busca do código fornecido. Caso não encontre ele continua acessando a página periodicamente até encontrar a seqüencia de caracteres prevista. Caso não a encontre, o sistema não fornecerá dados ao cadastrante. Isto serve como uma forma de confirmar que somente o dono da página cadastre seus sites e somente ele tenha acesso aos dados.

### Problemas
Alguns softwares e plugins instalados na máquina do visitante bloqueiam a exibição das propagandas incómodas dos mais variados tipos. O código em JavaScript fornecido pelo sistema para inserir na página é muitas vezes bloqueado pelos usuários, ocasionando muitas vezes a não-contagem da visita. Este é um dos temas mais polémicos sobre o Google Analytics, pois o seu código é disponibilizado numa linguagem da qual ele não consegue identificar no computador do utilizador sua condição (habilitado ou não). O mesmo problema de incoerência ocorre com dados como localização, que é mascarada pelo programa, ficando incorrecta.